# René Graetz

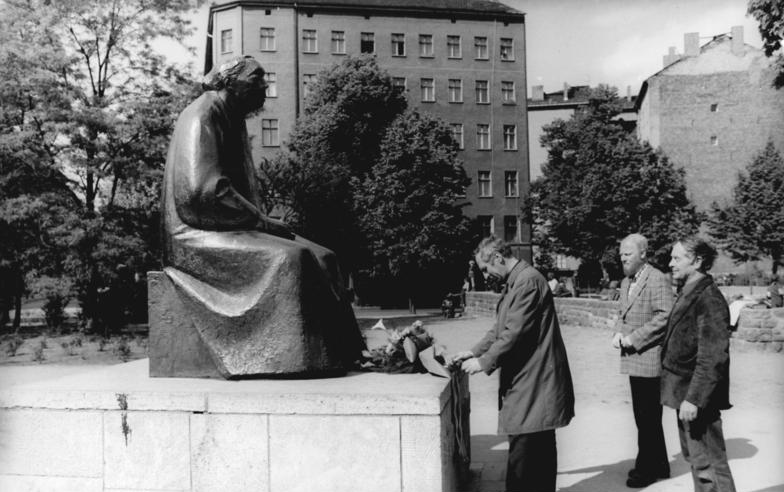
Ehrung für Käthe Kollwitz 1974;
ganz rechts: René Graetz

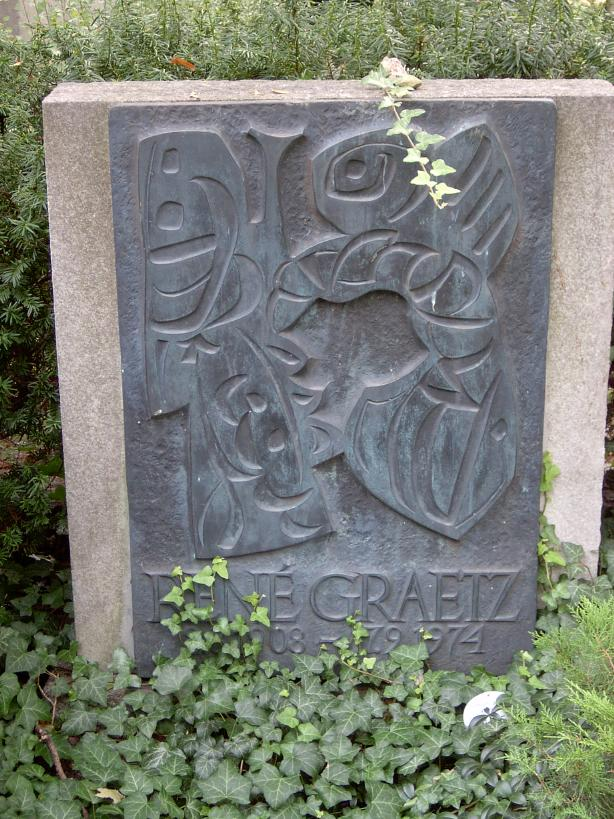
Grab von René Graetz auf dem Dorotheenstädtischen Friedhof in Berlin

René Graetz (* 2. August 1908 in Berlin; † 17. September 1974 in Graal-Müritz) war ein deutscher Bildhauer, Grafiker und Maler.

## Leben
Graetz wuchs in Genf auf. Ab 1923 erhielt er eine Ausbildung als Tiefdrucker. Von 1926 bis 1928 besuchte Graetz Vorlesungen in Genf und Zürich. Ab 1929 arbeitete er als Monteur in einer Großdruckerei in Kapstadt (Südafrika). 1932 besuchte er dort die Bildhauerklasse der neugegründeten Kunstakademie, lehrte später dort Aktzeichnen und arbeitete ab 1935 als Bildhauer. 1938 verließ er Südafrika, lebte in der Schweiz und in Frankreich und dann ab März 1939 in Großbritannien, wo er sich in London niederließ. Hier lernte er Henry Moore kennen, den er mehrfach in dessen Atelier besuchte. 1939 wurde Graetz, wie alle deutschen Staatsbürger im Vereinigten Königreich, interniert und 1940 nach Kanada deportiert. Auch im Lager malte Graetz, lernte deutsche Künstler wie Theo Balden kennen und betätigte sich in der illegalen KPD-Gruppe. 1941 konnte er nach London zurückkehren und arbeitete dort für den Freien Deutschen Kulturbund. Nach dem Krieg ging er nach Deutschland, wurde 1946 Mitglied der KPD und später der SED. Er lebte in Ost-Berlin und arbeitete zunächst als Gestalter im Verlag Volk und Wissen, später wurde er freischaffender Künstler.
Von ihm stammen viele Aquarelle, Zeichnungen und Skulpturen. Zu seinen bekanntesten Werken zählen die Reliefstelen in Buchenwald und der Plastik Befreiung in der Gedenkstätte Sachsenhausen. 1970 wandte er sich von der konkreten Darstellung des Menschen ab und ging zu abstrahierender Kunst über. Wendepunkt war die Schaffung der Werke Upright Figures und Inborn Power.
Greatz hatte in der DDR eine bedeutende Zahl von Einzelausstellungen und Ausstellungsbeteiligungen, u. a. 1967/68 an der VI. Deutschen Kunstausstellung in Dresden.
Graetz war von 1944 bis zu seinem Tod mit der Künstlerin Elizabeth Shaw verheiratet.

## Öffentliche Sammlungen und Museen mit Werken Graetz’(unvollständig)
- Berlin: Nationalgalerie
- Berlin: Berlinische Galerie
- Berlin: Stiftung Kunstforum der Berliner Volksbank
- Berlin: Kunstsammlung des Bezirks Pankow[2]
- Dessau: Otto-Dix-Haus
- Dresden: Kupferstichkabinett[3]
- Dresden: Kunstgewerbemuseum[4]

## Werke (Auswahl)
- 1952:  Denkmal für Nikos Beloyannis (auf dem Gelände der ehemaligen FHTW in Berlin-Karlshorst)
- 1952: Hockender (im Rosengarten des Treptower Parks)
- 1957: Stehende; Kunststein und ein zweites Exemplar aus Bronze
- 1957: Zeichnende
- 1958: Große Sitzende (im Rosengarten des Treptower Parks) oder auch Sitzendes Mädchen (in Leuna)
- 1958: Große Schwimmerin (im Goethepark in Bernau bei Berlin)
- 1963:  auch als Badende (in Bad Liebenstein)
- 1960: Reliefstelen im KZ Buchenwald
- 1961: Pflanzerin (Bronze) (vor dem Wohnhochhaus Hänselstraße in Berlin-Baumschulenweg)
- 1961: Stürzender
- 1970: Inborn Power[5]
- 1970: Upright Figure Nr.7[5]
- 1971: Upright Figure Nr.8 (im Rosengarten des Treptower Parks)
- 1971: Upright Figure Nr.9 (im Bürgerpark Berlin-Pankow)
- 1972: Torso E und Torso A[5]
- 1973: Frau mit Vogel (Hönower Weg, nahe dem Eingang zur S-Bahn-Station Betriebsbahnhof Rummelsburg)
- 1973: Rosa Luxemburg (Kleinplastik als Entwurf)[6]
- 1976 (vollendet von Arno Mohr): Gemälde Krieg und Frieden für die Galerie im Palast der Republik

Weitere Quelle:

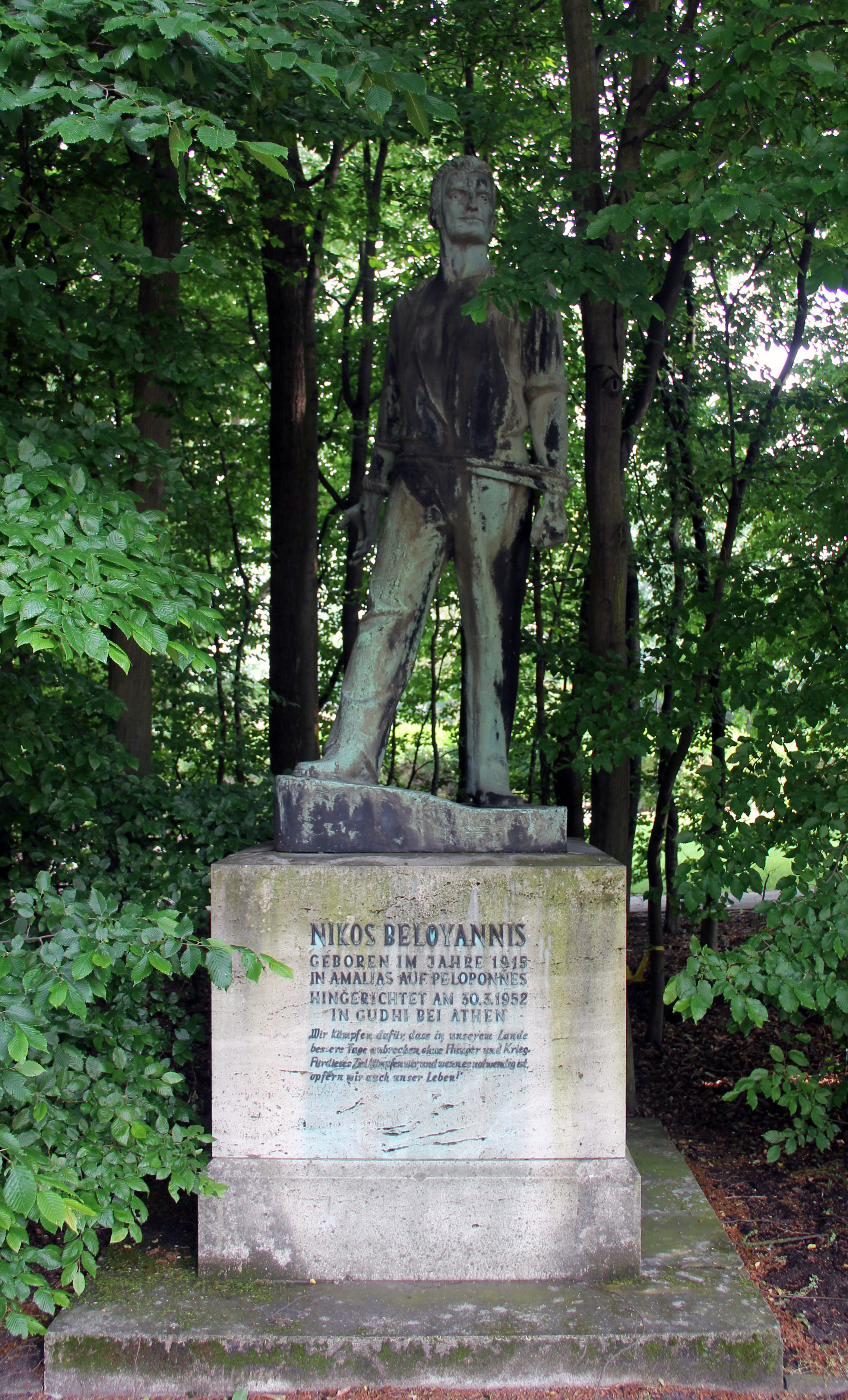
Nikos Belogianni, 1952, Berlin
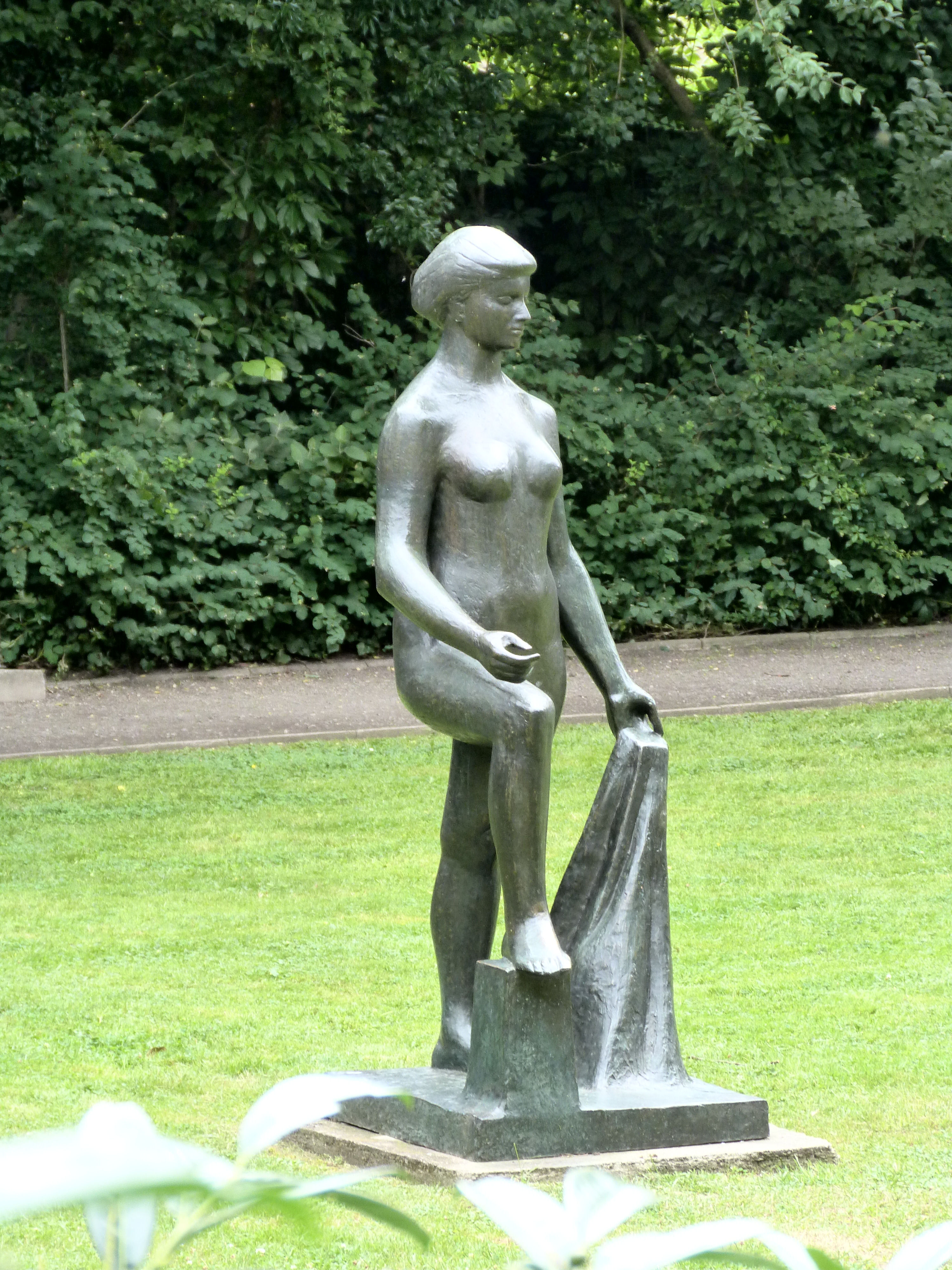
Schwimmerin, 1958, Bernau bei Berlin
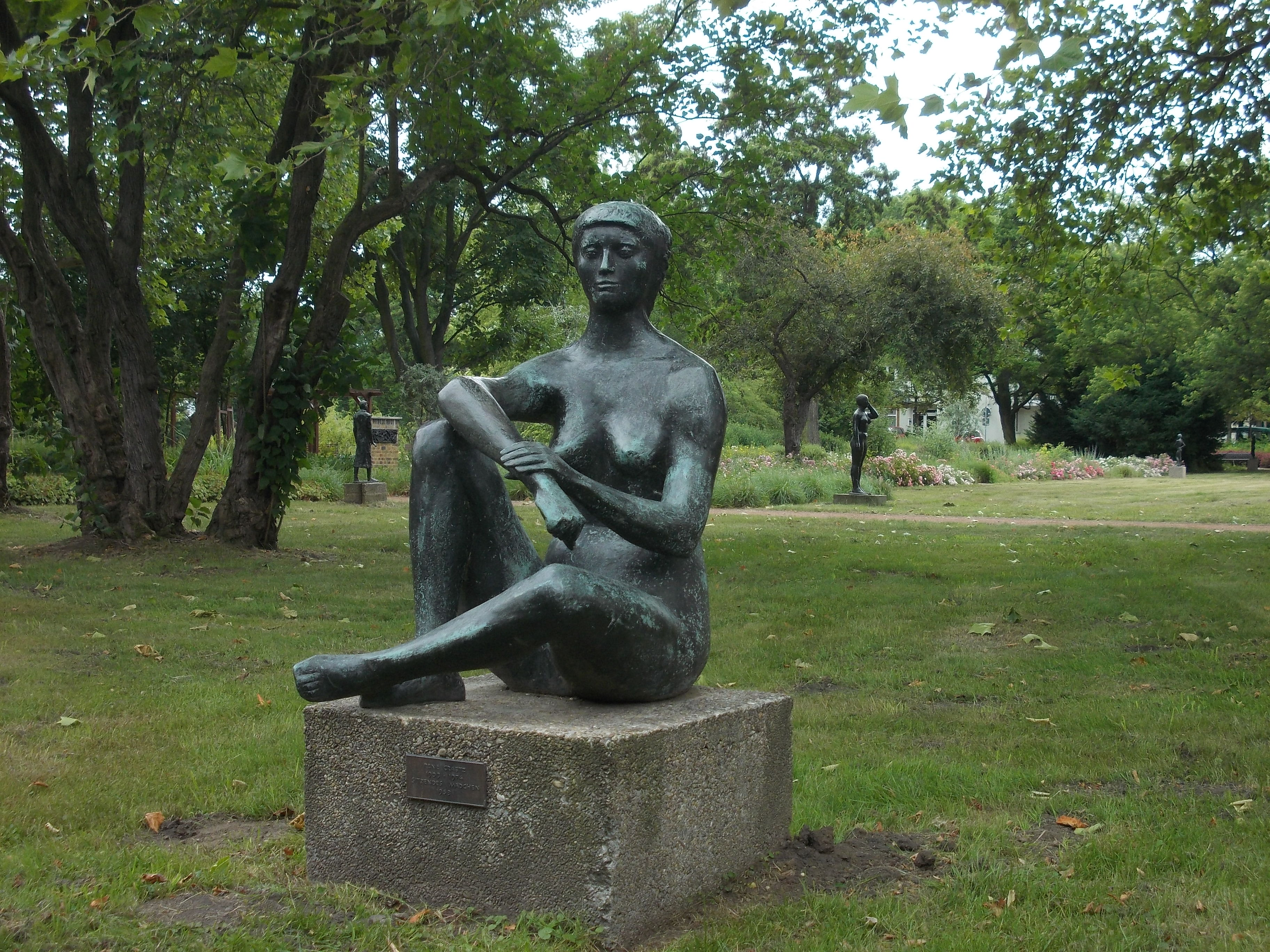
Sitzendes Mädchen, 1958, Leuna
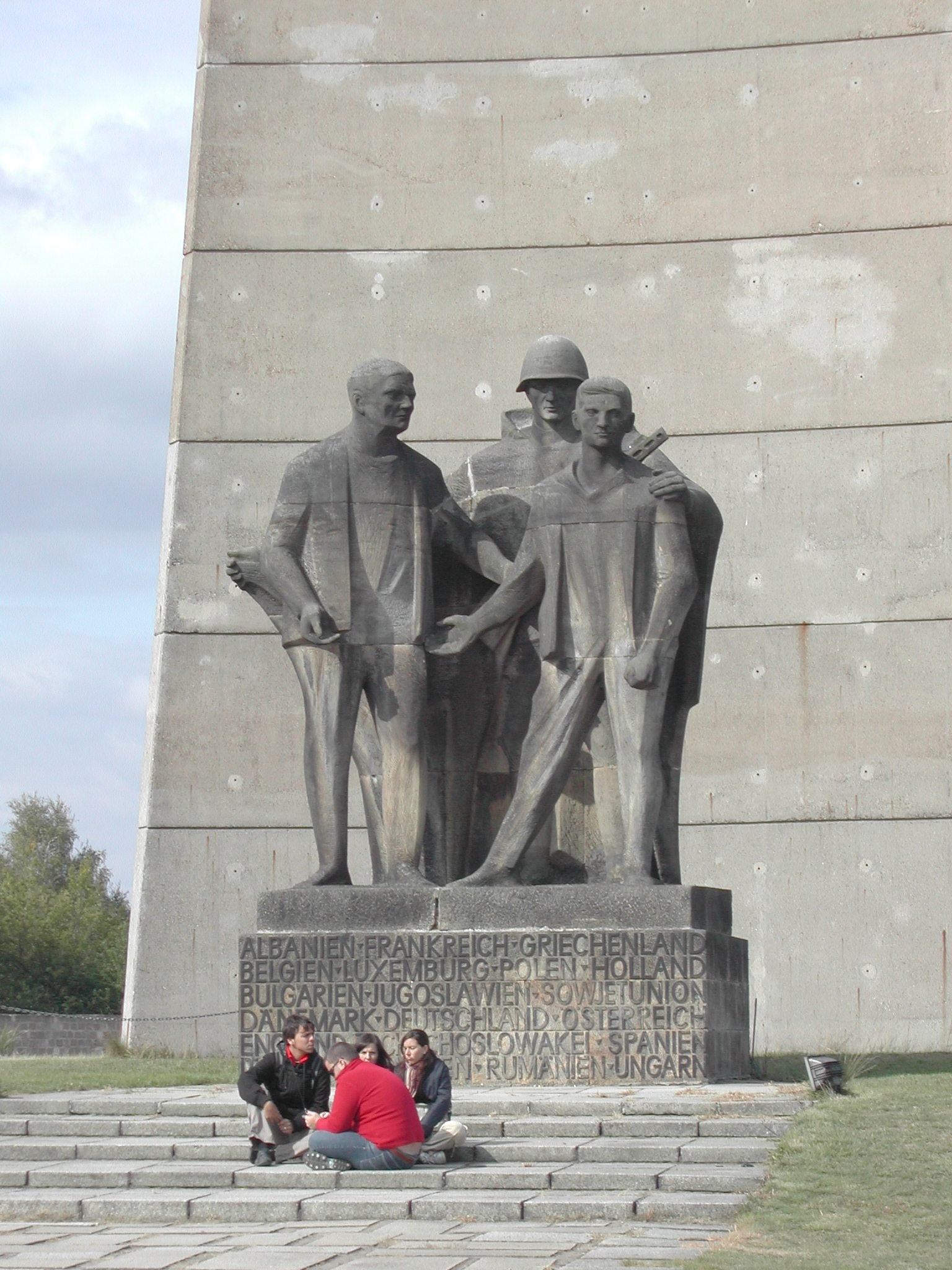
Befreiung, 1959, Oranienburg
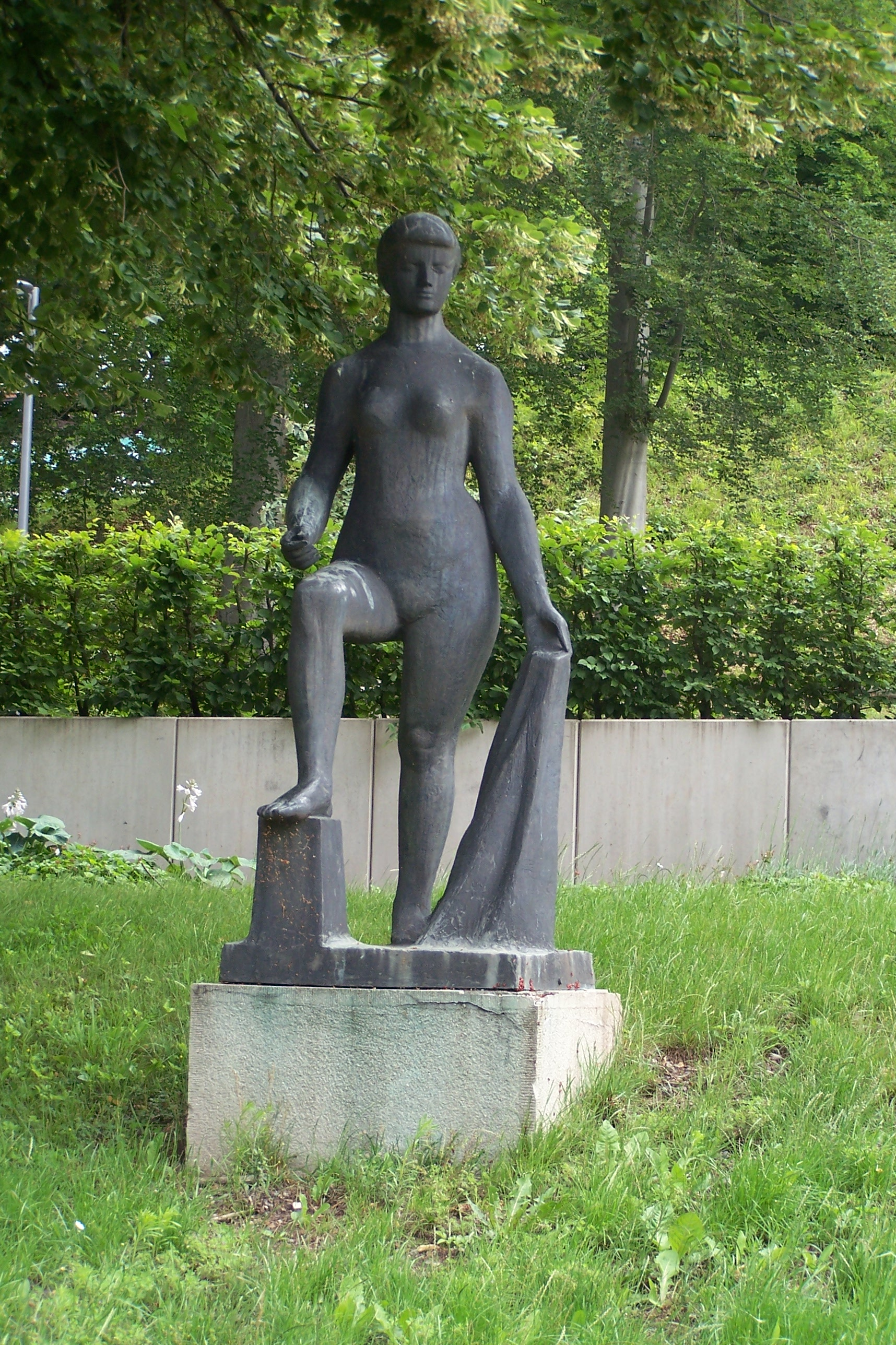
Badende, 1963, Bad Liebenstein
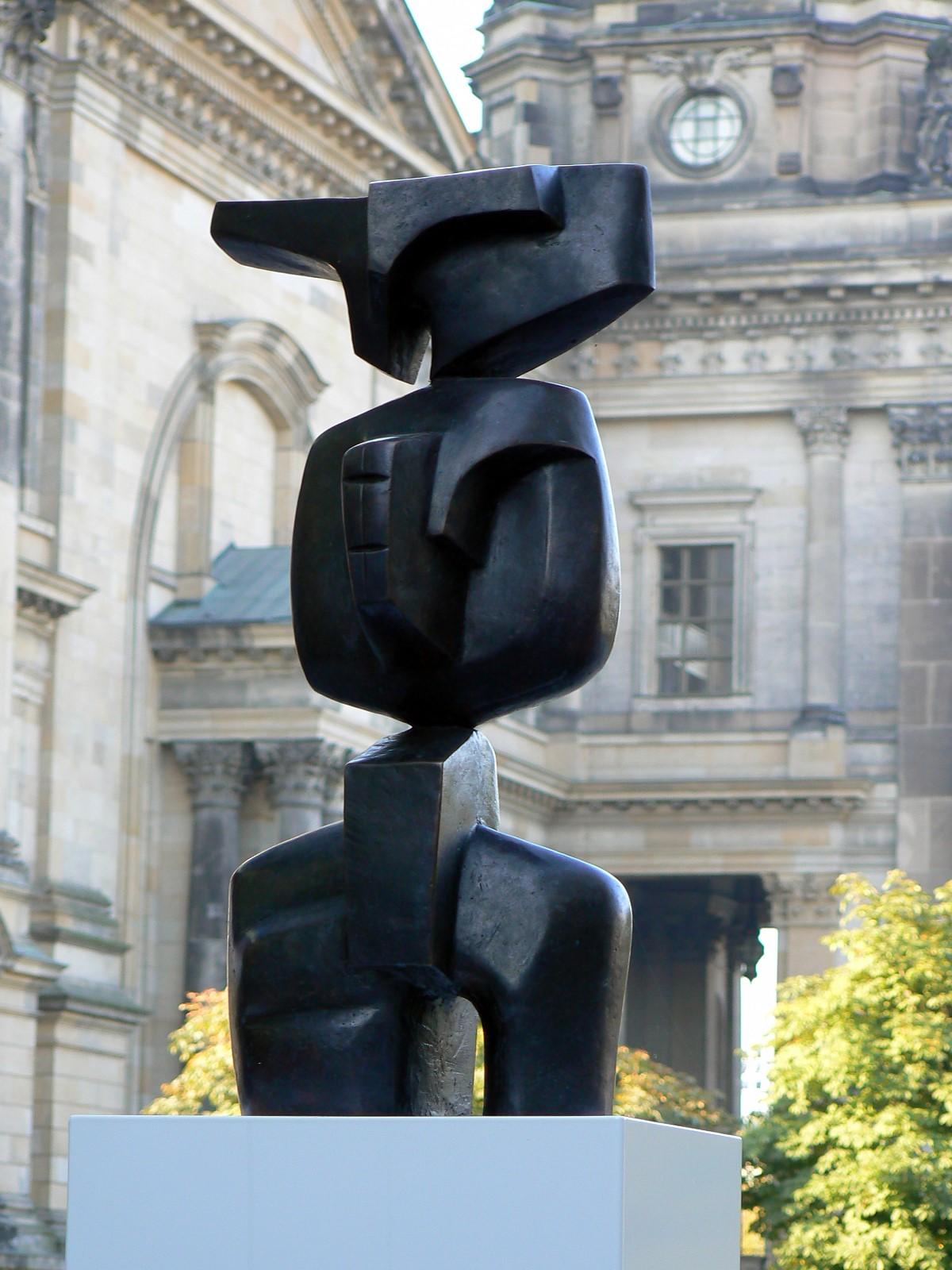
Upright Figure Nr 7, 1970, Berlin
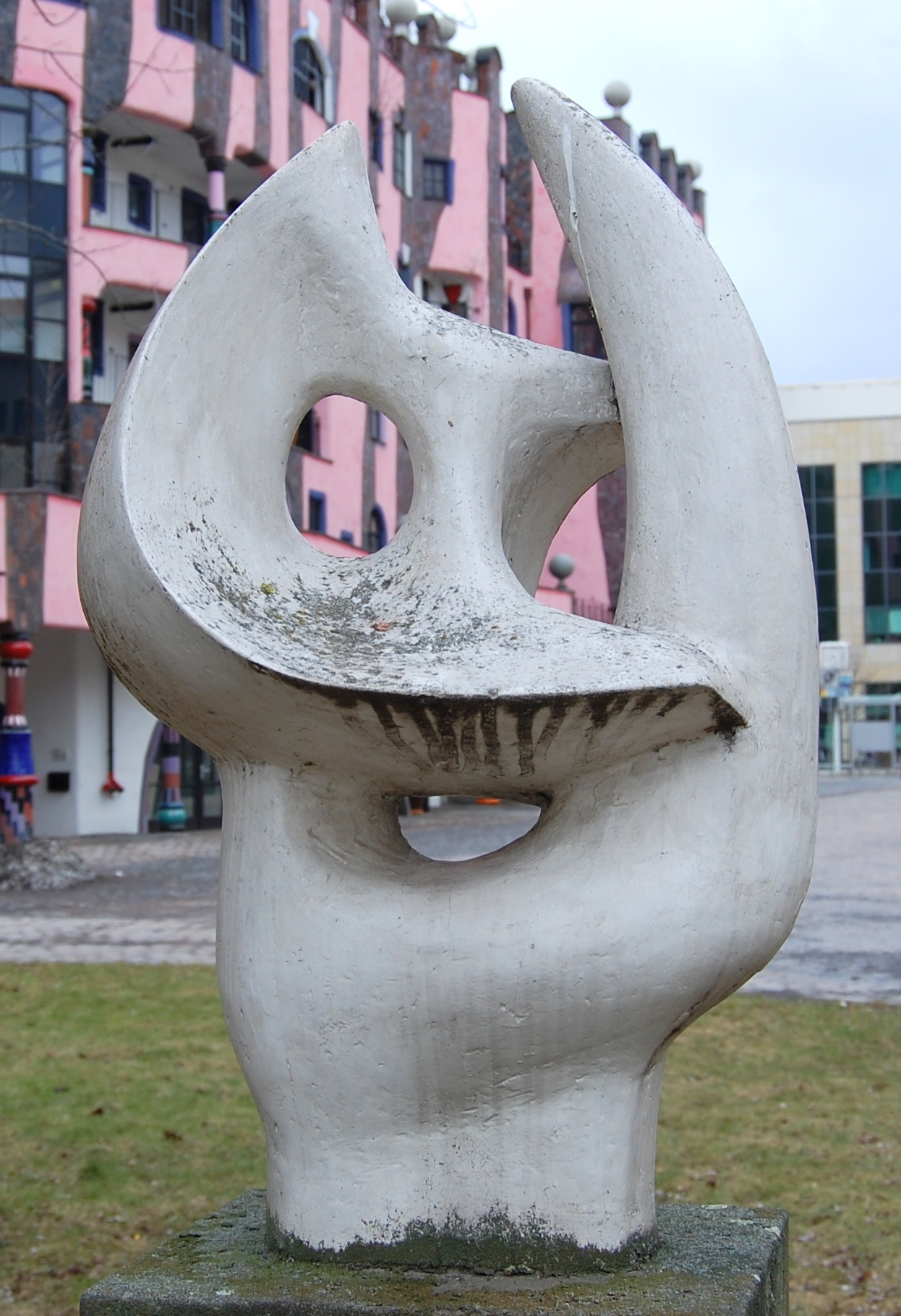
Inborn Power, 1970, Magdeburg
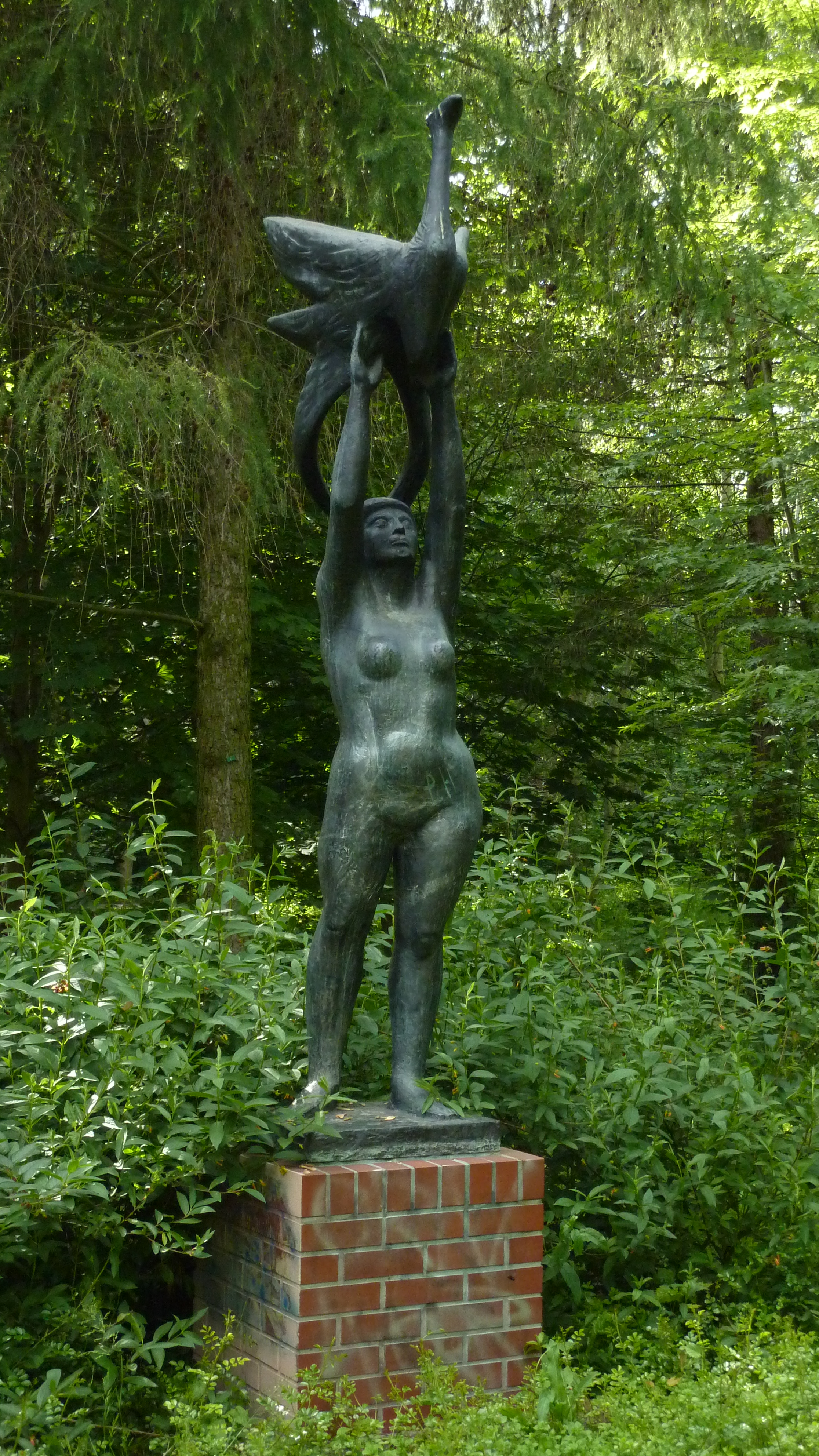
Frau mit Vogel, 1973, Berlin
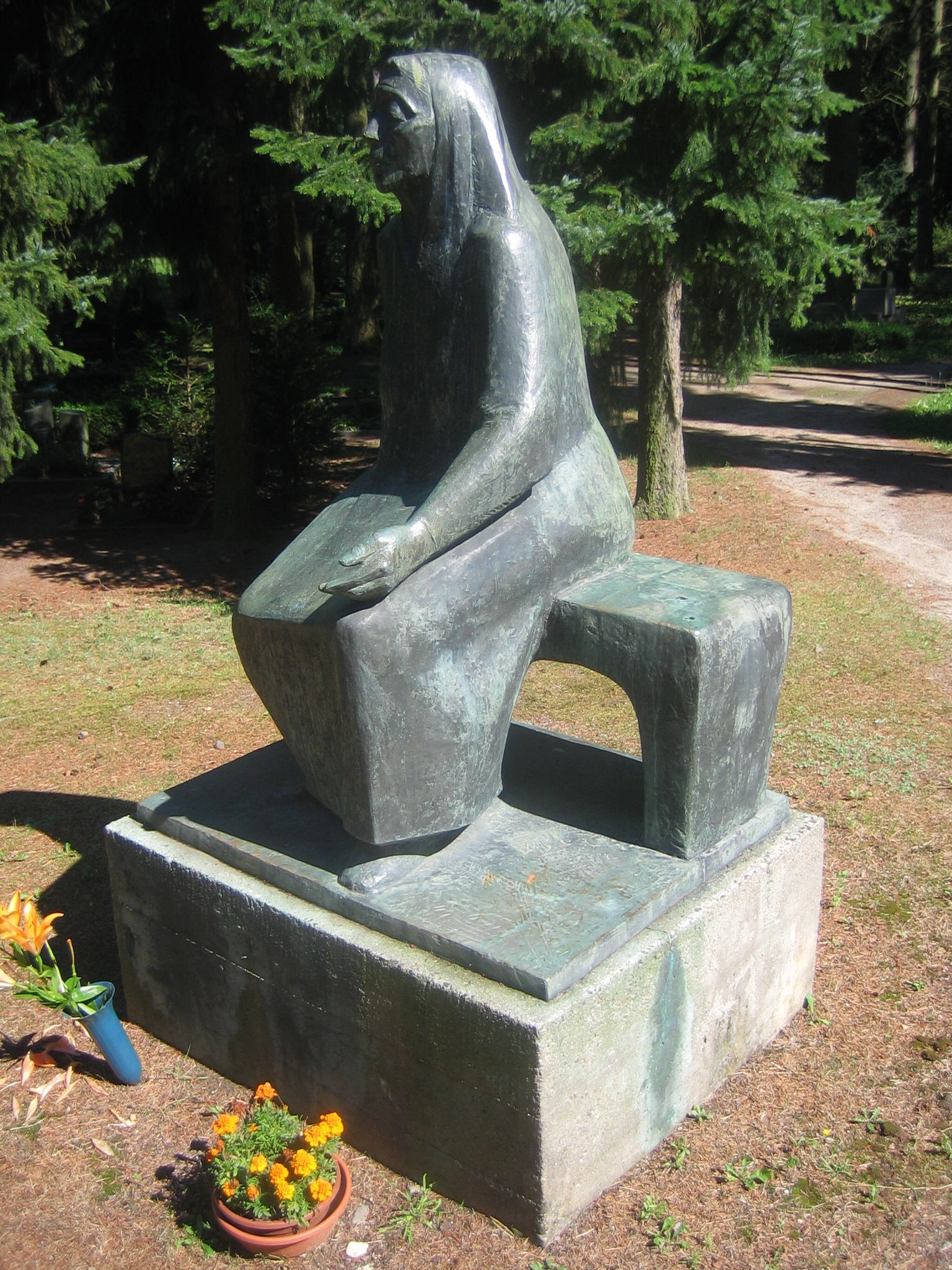
Trauernde Mutter, Neubrandenburg

## Auszeichnungen
- 1959: Nationalpreis der DDR II. Klasse für die Mitwirkung am Buchenwalddenkmal
- 1973: Käthe-Kollwitz-Preis
- 1973: Vaterländischer Verdienstorden in Silber

## Postume Einzelausstellungen (mutmaßlich unvollständig)
- 1978: Berlin, Nationalgalerie
- 1996: Berlin, Galerie des Künstlerhofs der Akademie der Künste („Der Phönix und die rote Leiter“; Grafik, Plastik, Keramik)
- 2002: Ahrenshoop, Kunstkaten („Skulpturen – Körper als Figur und Zeichen“; mit Elisabeth Shaw)
- 2023: Wustrow, Fischlandhaus (Skulpturen und Grafiken)